# 余家花园
丽江武庙，位于中国云南省丽江市古城区大研街道光义街光碧巷3号，建于清光绪十六年（1890年）。
2011年3月9日，丽江武庙公布为县级文物保护单位。